# Catalanes
Los catalanes son los naturales de la comunidad autónoma española de Cataluña y de la región histórica del Rosellón, en el sur de Francia, hoy departamento de Pirineos Orientales, también llamado Cataluña del Norte y Pays Catalan en francés.
Hay una fuerte vinculación entre la identidad catalana y el idioma catalán. El estatuto de autonomía de Cataluña (2006) reconoció como lenguas oficiales al castellano y al catalán, pero únicamente a esta última como lengua propia. Por ello, el catalán es la lengua de uso preferente en las administraciones públicas y de los medios de comunicación públicos, y es también la lengua vehicular y de aprendizaje en la enseñanza.
Algunos autores amplían el término "catalanes" para incluir a todas las personas de las zonas donde se habla catalán, englobándolas en el concepto de Países Catalanes, como Andorra, la Comunidad Valenciana, las Baleares, el este de Aragón conocido como la Franja de Aragón, el Rosellón francés y la ciudad italiana de Alguer. Sin embargo, fuera de Cataluña esta postura pancatalanista tiene un arraigo muy desigual: escaso en la Comunidad Valenciana, un poco mayor en Baleares, y únicamente testimonial en el Rosellón y Andorra. Además, en estos territorios es percibida con cierta frecuencia como un deseo de predominio de Cataluña sobre ellos.
El gobierno catalán encuesta periódicamente a su población sobre su "sentimiento de pertenencia". A julio de 2018, el 34,9 % de los ciudadanos de Cataluña se sentía tan español como catalán, el 25,5 % más catalán que español, y el 25,3 % solo catalán, mientras que el 4,4 % solo se sentía español y el 5,6 % más español que catalán. Respecto a la independencia, y para la misma fecha, los resultados apuntan a que el 46,7 % de los catalanes y otras personas residentes en Cataluña deseaban independizarse de España, un 1,3 % menos que el año anterior.
Según los resultados de las últimas Elecciones autonómicas que han dado inicio a la XIII legislatura del Parlamento de Cataluña, el apoyo a los partidos explícitamentente independentistas fue del 51,57 % de los votos, superando por primera vez el umbral del 50 %.

## Desarrollo histórico
En el siglo XVI a. C., el área que ahora se conoce principalmente como Cataluña estaba, junto con el resto de la península ibérica, habitada por miembros de la cultura de los campos de urnas protocélticas que trajeron consigo el rito de quemar a los muertos. Gran parte de la cordillera de los Pirineos estaba habitada en ese momento por pueblos indígenas iberos (layetanos, ceretanos, ilergetes, indigetes, lacetanos, andosinos, ilercavones, bergistanos, airenosinos, ausetanos, cosetanos, castelanos y sordones) relacionados con los vascos, y hoy en día muchos nombres de pueblos del Pirineo catalán occidental se pueden vincular a etimologías vascas. Éstos quedaron bajo el dominio de varios grupos invasores comenzando por los griegos que fundaron Ampurias y los fenicios y cartagineses, que establecieron colonias a lo largo de la costa, incluido Barkeno, actual Barcelona. 
Después de las Guerras Púnicas, los romanos reemplazaron a los cartagineses como el poder dominante en la costa oriental ibérica, incluidas partes de Cataluña, en el 206 a. C. Roma estableció el latín como idioma oficial e implantó una cultura claramente romana a la población local, que se fusionó con los colonos romanos de la península italiana. Un precursor temprano de la lengua catalana comenzó a desarrollarse a partir de una forma local de latín vulgar tras el colapso del Imperio Romano. Diversas tribus germánicas se instalaron en territorio catalán después de casi seis siglos de dominio romano, que había transformado completamente el área en la provincia romana de la Tarraconense. Los visigodos se establecieron en el siglo V, haciendo de Barcelona su primera capital en la península ibérica, y más tarde se trasladarían a Toledo. El dominio del reino visigodo hasta el año 718 cuando los árabes musulmanes tomaron el control de la región para luego pasar por los Pirineos hacia territorio francés. 
Con la ayuda de los francos se creó una frontera terrestre comúnmente conocida hoy en día como Cataluña Vieja (que estaría formada por el Condado de Barcelona, el Condado de Ausona, el Condado de Pallars, el Condado de Rosellón, el Condado de Ampurias, el Condado de Cerdaña y Condado de Urgel) que se enfrentaron a la invasión omeya pero resistieron cualquier tipo de asentamiento por parte de ellos. La Cataluña Nueva y sus pueblos nativos estuvieron en pleno control de los andalusíes durante alrededor de cuatro siglos. Los francos al otro lado de los Pirineos detuvieron al principal ejército de asalto árabe que había penetrado virtualmente sin oposición hasta el centro de Francia en la batalla de Poitiers en 732. La soberanía franca se extendió luego sobre gran parte de la Cataluña actual. Las guerras más grandes contra los andalusíes comenzaron en la Marcha de Barcelona, la cual condujo a los inicios de la reconquista por las fuerzas catalanas sobre la mayor parte de Cataluña en el año 801. A medida que se estabilizara la frontera entre los reinos andalusí y franco, Barcelona se convertiría en un importante centro para las fuerzas cristianas en la península ibérica. 

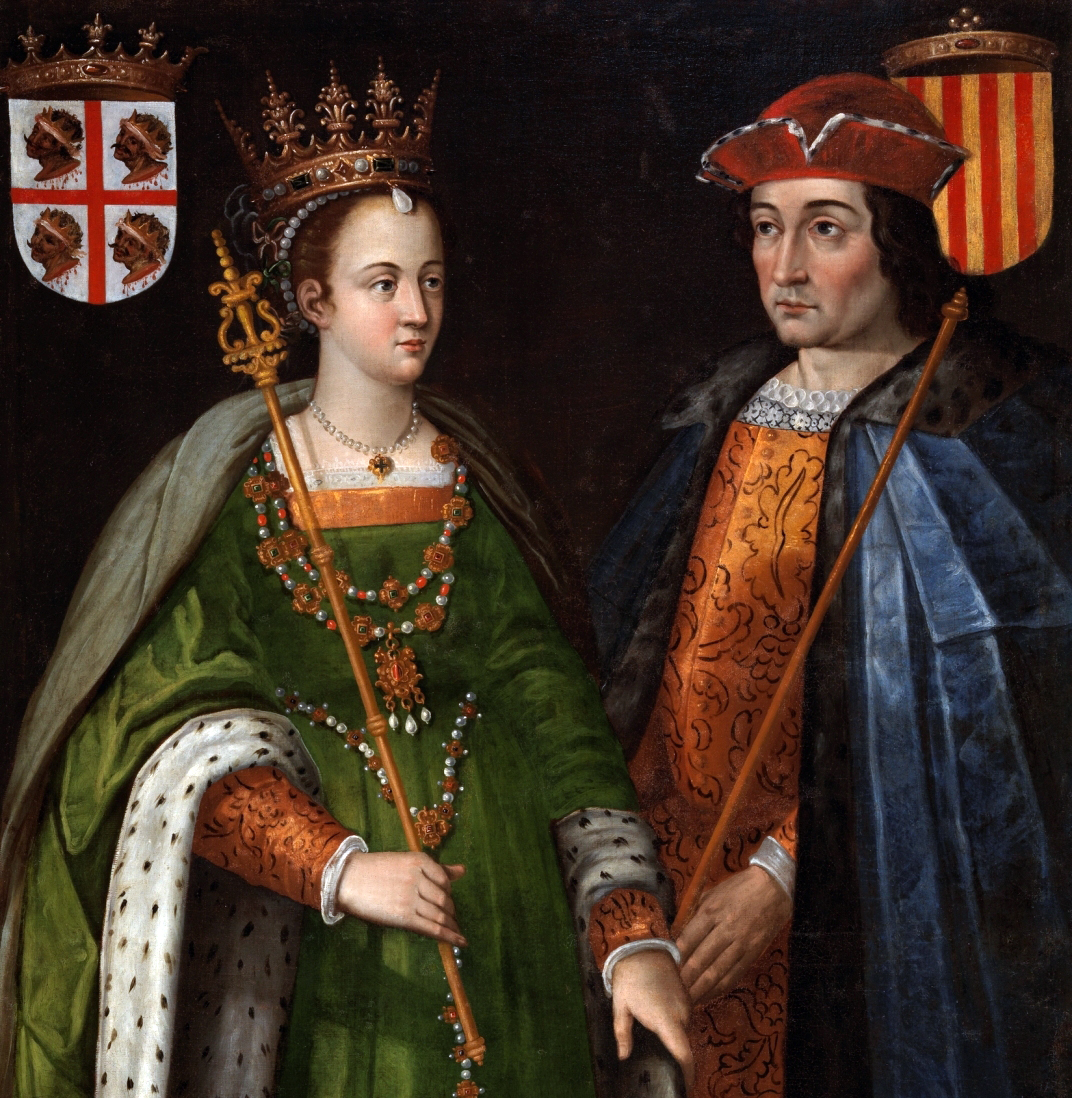
Petronila de Aragón y Ramón Berenguer IV, conde de Barcelona, según interpretación de Filippo Ariosto (1586).

En 1137, el Condado de Barcelona entró en unión dinástica con el Reino de Aragón para formar la Corona de Aragón. Esto permitió la recuperación de tierras dominadas por andalusíes, incorporando los marquesados de Lérida y Tortosa conquistando finalmente los reinos de Valencia y Mallorca. A partir del siglo XIV, el territorio de las comarcas catalanas pasó a denominarse Principado de Cataluña. En el último cuarto del siglo XV, el matrimonio de Isabel I de Castilla y Fernando II de Aragón condujo a la unión dinástica de la Corona de Aragón con la Corona de Castilla, en la que cada uno de los territorios constitutivos guardaba sus propias leyes, estructuras de poder, fronteras y sistemas monetarios.
Los disturbios regionales llevaron a conflictos como la Rebelión de las Germanías en Valencia y Mallorca, y la revuelta de 1640 en Cataluña conocida como la Guerra de los Segadores. Este último conflicto involucró a España en una guerra más amplia con Francia, ya que muchos nobles catalanes se aliaron con Luis XIII de Francia. La guerra continuó hasta 1659 y terminó con la Paz de los Pirineos, que efectivamente dividió Cataluña cuando la franja al norte de dicha cordillera quedó bajo dominio francés, mientras que el resto permaneció bajo la hegemonía española. El gobierno catalán se puso finalmente del lado del pretendiente de la dinastía Habsburgo contra el Borbón durante la Guerra de sucesión española que comenzó en 1705 y terminó en 1714. El fracaso catalán en la defensa de la continuación del dominio de los Habsburgo en España culminó con la rendición de Barcelona el 11 de septiembre de 1714, que llegó a ser conmemorada como la Fiesta Nacional de Cataluña. 

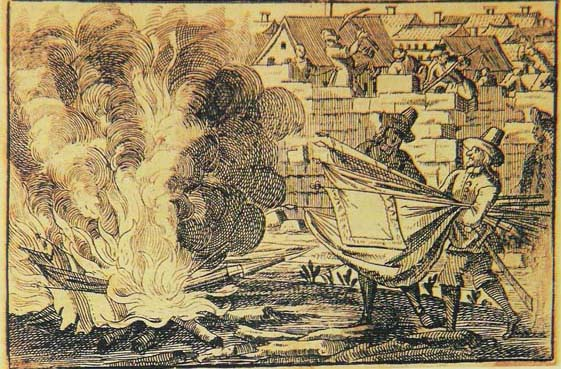
Tras la derrota de Barcelona tras la Guerra de sucesión española, Felipe V de Borbón ordenó la quema de todas las banderas y enseñas catalanas.

Durante las guerras napoleónicas, gran parte de Cataluña fue tomada por las fuerzas francesas en 1808, cuando Francia gobernó todo el reino de España brevemente hasta que Napoleón se rindió a los ejércitos aliados. En Francia, las fuertes políticas asimilacionistas integraron a muchos catalanes en la sociedad francesa, mientras que en España se suprimió cada vez más una identidad catalana en favor de una identidad nacional española.[cita requerida] Los catalanes recuperaron la autonomía durante la Segunda República española desde 1932 hasta que las fuerzas nacionalistas de Francisco Franco retomaron Cataluña en 1939. No fue hasta 1975 y la muerte de Franco que los catalanes, así como otros pueblos españoles, comenzaron a potenciar su derecho a la expresión cultural, que fue reiniciado por la Constitución Española de 1978.
Desde este período, un conflicto entre el sentido de identidad local versus el español más amplio ha dado lugar al surgimiento de un sentimiento independentista catalán.[cita requerida] El primero tiende a abogar por una mayor autonomía e independencia, movimiento que ha llevado al proceso soberanista de Cataluña de 2012-2022; este último tiende a defender el mantenimiento de un status quo o la eliminación de la autonomía, según las inclinaciones del gobierno del turno. Como resultado, tiende a haber mucha fluctuación dependiendo de la política autonómica y nacional durante un ciclo electoral dado. Sin embargo, dadas las tendencias centralistas más fuertes en Francia, los catalanes franceses muestran un sentido de singularidad mucho menos dinámico, ya que se han integrado de manera más consistente en la identidad nacional unitaria francesa.

## Idiomas
La lengua propia e histórica de los catalanes es el catalán, que en la actualidad convive en los territorios donde se habla con el castellano y el aranés (en España), con el francés (en Francia) y con el italiano y el sardo (en Alguer). En algunos de estos territorios la situación lingüística puede considerarse como diglosia. En cambio, en Andorra, el catalán es la única lengua oficial.

## Cultura
Descrito por el autor Walter Starkie en El camino de Santiago como un pueblo sutil, y por Miguel de Cervantes en Los trabajos de Persiles y Segismunda como:

corteses catalanes, gente enojada terrible, y pacífica suave; gente que con facilidad dan la vida por la honra
Miguel de Cervantes

Los catalanes resumen su carácter con un término local, seny, que significa "sentido común" o una actitud pragmática hacia la vida. La contraparte del "seny" catalán es la "rauxa" o locura, personificada por artistas catalanes "locos", excéntricos y creativos como Antoni Gaudí, Salvador Dalí, Joan Miró o Antoni Tàpies.  La masía o mas es una característica definitoria del campo catalán e incluye una casa grande, tierra, ganado y una familia extensa, pero esta tradición está en declive ya que la familia nuclear ha reemplazado en gran medida a la familia extensa, como en el resto de Europa occidental. Los catalanes gozan de un alto grado de autonomía política, que ha llevado a reforzar la identidad catalana. 

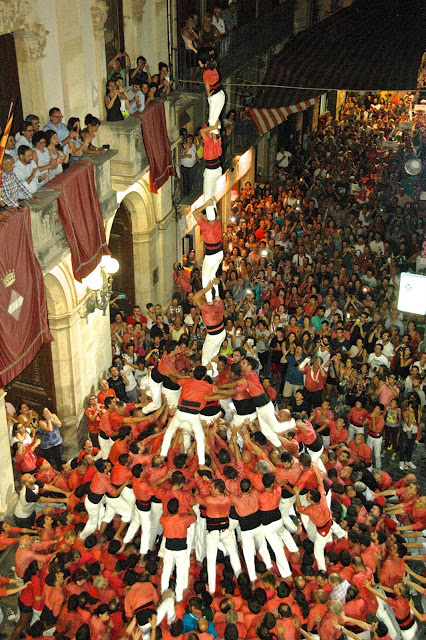
Castellers de la Colla Vella haciendo un "4 de 9 amb folre i pilar".

Una de las manifestaciones más conocidas de la cultura popular catalana son los castellers: el levantamiento de castillos humanos por parte de collas castelleras (peñas) que rivalizan entre ellas. Esta práctica, originaria de las tierras tarraconenses, en concreto de la ciudad de Valls, se extendió por toda Cataluña y en los últimos años ha recibido un gran impulso social gracias a las retransmisiones televisivas y la creación de nuevas collas. 
La sardana es la danza popular catalana por antonomasia, aunque también son tradicionales el baile de bastones, la moixiganga y la jota de las tierras del Ebro, muy similar a la jota aragonesa. Musicalmente son características de Cataluña las habaneras, especialmente en las localidades marineras de la Costa Brava. En los meses veraniegos proliferan las cantadas populares al aire libre, siempre acompañadas de la degustación de ron quemado. También es muy representativa de la cultura popular la rumba catalana. 
En las fechas señaladas o fiestas mayores siempre suelen estar presentes otros elementos de la cultura popular catalana: los desfiles de gigantes y cabezudos y los correfocs con diablos y petardos. Una de las fiestas más tradicionales de Cataluña es la Patum de Berga, declarada por la Unesco patrimonio oral e inmaterial de la Humanidad el día 25 de noviembre de 2005. 
Es significativa también la tradición del Tió de Nadal, el día de Navidad o, según la casa, durante la víspera se pone el Tió al fuego y se le hacía "cagar". Ahora ya no se quema el Tió, tan solo se le obliga a "cagar" repetidamente regalos para los más pequeños a base de arremeter continuados golpes de bastón acompañados de las llamadas canciones del Tió.

## Gastronomía

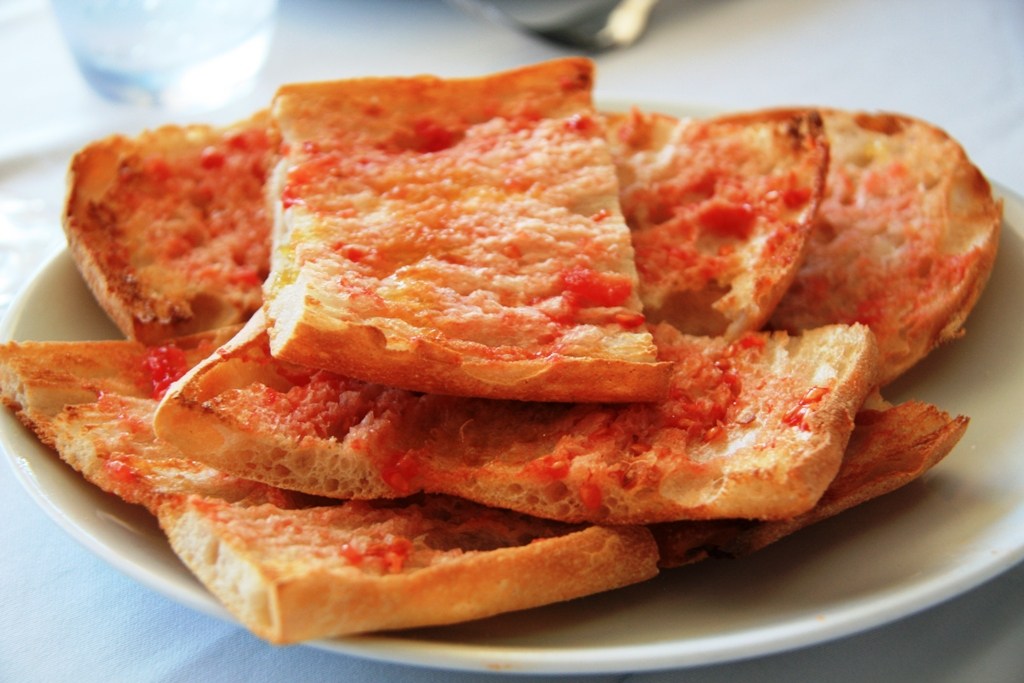
Pà amb tomàquet, típico de Cataluña.

La gastronomía de Cataluña posee una gran tradición culinaria. Sus procesos culinarios ya se describen documentalmente desde el siglo XV. Ofrece una gran variedad de productos tanto del mar como de la montaña y la huerta. Siendo en algunas ocasiones característica la mezcla de ambos como es el caso de los mar i muntanya. 
La cocina catalana ha aportado toda una serie de platos típicos de la región con guisos de pescado como los suquets o la zarzuela, la escudella (una especie de cocido), la calçotada, y la salvitxada. Es típico de Cataluña el pa amb tomàquet, pan con tomate que acompaña a muchos platos de carne o embutidos, y con el que se elaboran los bocadillos. Las salsas como el alioli y el romesco son las salsas más características de la cocina catalana. Es destacable la riqueza de embutidos que se elaboran en la comarca de Osona, especialmente el salchichón de Vic. Las butifarras de diversas composiciones. 
En cuanto a la repostería, son famosas la crema catalana, los panellets, que se elaboran especialmente en noviembre, la coca de San Juan, consumida principalmente en la verbena de San Juan, el menjar blanc, etc. También se distingue por su gran tradición vinícola. Las zonas del Panadés, Alella, El Priorato y el Segre son grandes productoras de una gran variedad de vinos. El más conocido y exportado es el cava del Panadés, cuya producción lideran empresas familiares como Freixenet y Codorníu. 
Cabe anotar que Cataluña ofrece una gran variedad de restaurantes con cocina de todas las regiones españolas, así como de cocina internacional. Pese a que Barcelona es la ciudad con mayor cantidad y variedad de restaurantes, los más prestigiosos, y distinguidos con más estrellas Michelín en el año 2012 son el Sant Pau de Carme Ruscalleda que se encuentra en San Pol de Mar y El Celler de Can Roca en Gerona. Otros referentes gastronómicos han sido "El Bulli" de Ferran Adrià, que se encontraba en Rosas (Gerona), cerrado el 30 de julio de 2011; y el restaurante "Can Fabes" de Santi Santamaria, situado en San Celoni.